# Carl Lamberg
Hrabě Karel Raimund z Lambergu (německy Carl Lamberg, Karl Graf Lamberg, Carl Reichsgraf von Lamberg nebo Carl Raimund Graf von Lamberg, 9. června 1840 Kremže – 3. ledna 1931 Pöllau) byl rakouský šlechtic z rodu Lambergů, statkář a politik, na počátku 20. století poslanec Říšské rady.

## Život
Narodil se jako syn okresního hejtmana a velkostatkáře Antonína z Lambergu († 1869). Jeho bratr Hugo Raimund von Lamberg byl politikem, správním úředníkem a spisovatelem. 
Carl od roku 1856 studoval na gymnáziu ve Štýrském Hradci. Krátce působil v císařské armádě (roku 1862 v hodnosti podporučíka), roku 1864 však byl postaven mimo službu. Poté se angažoval ve veřejném životě. Od roku 1869 byl členem štýrského živnostenského spolku. Od roku 1891 zasedal jako poslanec Štýrského zemského sněmu. Reprezentoval Stranu ústavověrného velkostatku. Byl aktivní zejména ve finančním výboru sněmu. V domovském Pöllau zasedal po téměř třicet let v obecní i okresní samosprávě. Zabýval se zejména zemědělskou tematikou, obzvláště ovocnářstvím. Podporoval zemědělské školství.
Na počátku 20. století se zapojil i do celostátní politiky. V doplňovacích volbách roku 1903 byl zvolen do Říšské rady za velkostatkářskou kurii ve Štýrsku. Nastoupil 17. listopadu 1903 místo Rudolfa Adama von Hackelberg-Landau. Byl pak přijat do parlamentního poslaneckého klubu Strany ústavověrného velkostatku.

### Manželství a potomstvo
V roce 1864 se oženil s hraběnkou Annou Alžbětou Festeticsovou z Tolny († 1909). Z jejich manželství se narodily dvě dcery a syn.